# Drosera rupicola
Drosera rupicola este o specie de plante carnivore din genul Drosera, familia Droseraceae, ordinul Caryophyllales. A fost descrisă pentru prima dată de Neville Graeme Marchant, și a primit numele actual de la Allen Lowrie.
Este endemică în:
- Ashmore-Cartier Is..
- Western Australia.

Conform Catalogue of Life specia Drosera rupicola nu are subspecii cunoscute.

## Galerie de imagini

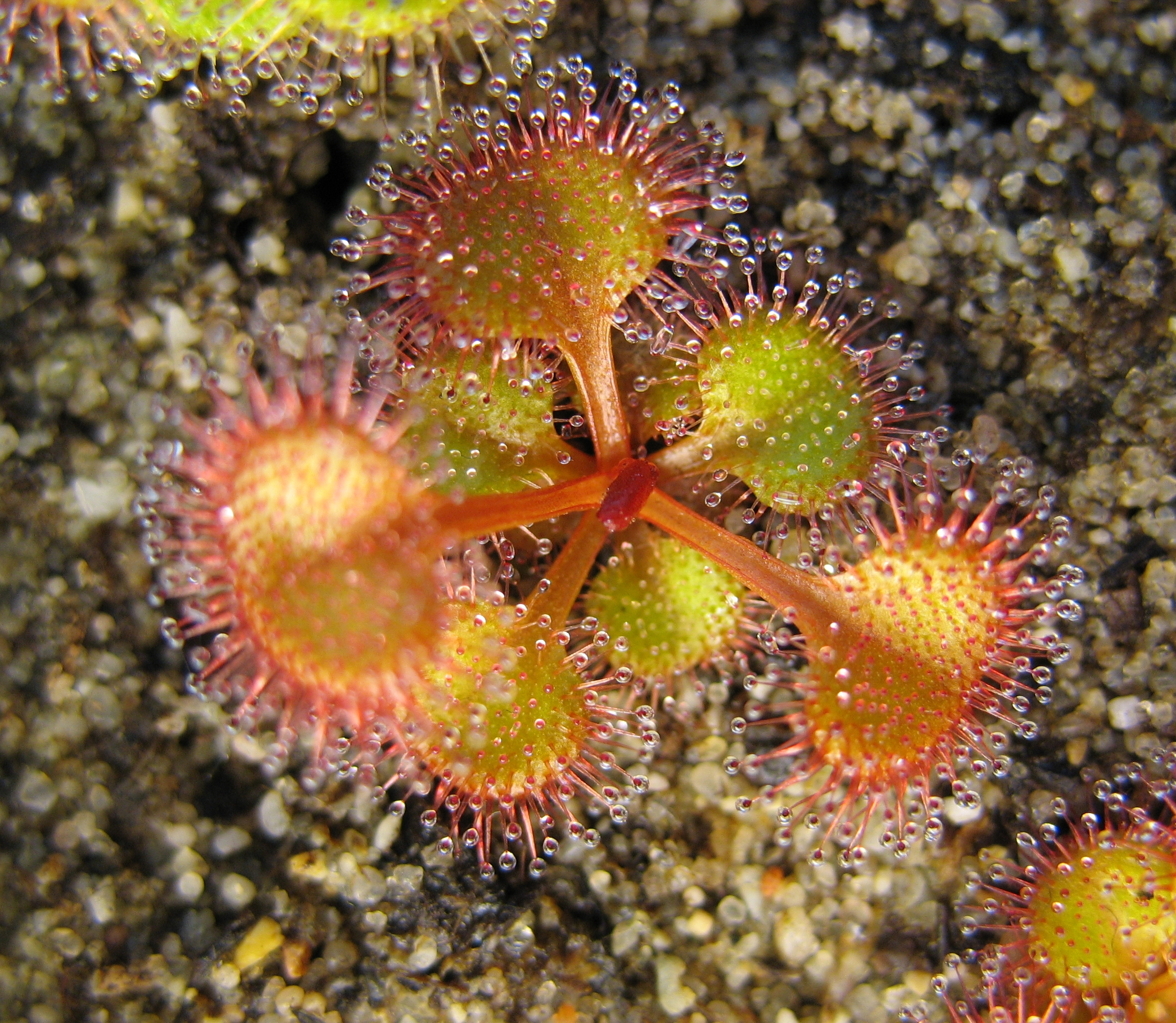